# Colònia de Madagascar i dependències
La colònia de Madagascar i dependències fou una entitat colonial francesa constituïda el 28 de febrer de 1897 amb el fins aleshores Protectorat de Madagascar (el regne de Madagascar o Imerina), la colònia de Madagascar (les parts de l'illa no subjectes al regne annexionades el 1895), i les antigues colònies de Santa Maria de Madagascar, Nossi-Bé i Diego-Suárez que havien estat incorporades a la colònia de Madagascar el 1896.

## Història
El primer governador militar fou Joseph Gallieni designat el 6 d'agost de 1896 quan va esclatar la revolta dels merines després de la Segona expedició de Madagascar, que no acceptaven el Protectorat de Madagascar establert sobre el regne en 1885. Gallieni va dominar el país a costa d'unes cent mil víctimes (població total uns 2.500.000); els governadors merines foren deposats i substituïts per francesos auxiliats per funcionaris locals. Gallieni va encoratjar l'emigració europea fent nombroses concessions a privats i companyies i va eliminar la competència estrangera. Va fer les primers infraestructures com ports, carreteres, vies fèrries etc. en benefici sobretot del colons. El 1897 va imposar el Codi del Indigenat que establia dos classes de persones, els ciutadans francesos amb tots els drets i els subjectes francesos (el natius), sense drets i subjectes a treballs forçats, impost de capitació, etc.. i sense drets polítics. Es va promoure l'ensenyament laic, per fer del francès una llengua d'assimilació. El 1897 es va crear l'escola de Medicina i van seguir diversos hospitals (14 el 1901, 129 el 1905...) i l'assistència mèdica indígena (gratuïta tant la visita com el medicaments); es van suprimir privilegis i es van repartir terres principalment a antics esclaus. El 1902 es va fundar l'Acadèmia Malgaix.
Les Comores van ser annexades per llei a la Colònia de Madagascar i dependències en 1914.
Els següents governador van imposar una divisió administrativa eficaç (primer 8 regions als anys 1930 i després 6, base de les províncies i regions posteriors). Les carreteres van passar de 2000 km al 1925 a 15000 el 1935, ferrocarrils (Tananarive-Tamatave, Fianarantsoa-Manakara, etc.) enllaç aeri amb la metròpoli (1936), ports (Tamatave, Diego-Suárez). Es van incrementar els cultius d'exportació com cafè, vainilla, tabac, canya de sucre, etc. Algunes mines de gràfit, mica i altres materials es van posar en explotació. La política d'urbanització va provocar un fort increment de la població que va duplicar fins a 1958 (de 2.500.000 el 1897 es va passar a 5.000.000 el 1958 i a Tananarive es va passar de 65.000 habitants el 1914 a 200.000 el 1958). Les empreses primer franceses i després de la II Guerra Mundial europees, van crear múltiples xarxes per posar tot en explotació com l'arròs, el sucre, la fusta, el cotó, el bestiar... amb beneficis immediats, comprant als productes interiors de l'illa a través de comerciants xinesos i indis. Els colons se'n van beneficiar molt (els colons eren uns 35.000 el 1940) però també una elit de locals (funcionaris i grans comerciants). En canvi les petites explotacions indígenes amb prou feines donaven per alimentar a les famílies i els treballs forçats imposats pel codi del Indigenat eren cada cop més mal suportats. Les moltes baixes de la I Guerra Mundial (4000 morts de 45.000 mobilitzats) i de la grip espanyola (desenes de milers de morts) van crear un xoc en les poblacions que es va reflectir en la baixada dels estudiants en llengua francesa que havia estat imposada com obligatòria.
El primer moviment nacionalista es va crear el 1913 amb el nom de Vy Vato Sakelika (Ferro, Pedra, Xarxa) que lluitava per la llibertat i la igualtat dels drets, sent el dirigent principal el pastor Ravelojaona. Els líder foren aviat arrestats i empresonats però foren amnistiats el 1921. El 1922 Ralaimongo, director de diari l'Opinion i fundador de la Lliga Francesa per l'accessió dels indígenes de Madagascar a la ciutadania francesa, va demanar la conversió de Madagascar en departament. Posteriorment el moviment nacionalista fou impulsat per Ravoahangy i Dussac, que publicaven La Nation Malgache, van demanar l'abolició del codi del Indigenat i la concessió a tothom de la ciutadania francesa.
Després de la II Guerra Mundial la direcció nacionalista va estar en mans del Moviment Democràtic de Renovació Malgaix (MDRM) dirigit per Ravoahangy i Raseta. Com totes les colònies, Madagascar va esdevenir el 1946 un Territori d'Ultramar de França, sense grans canvis en la situació colonial (si bé almenys el codi del Indigenat fou abolit). El MDRM va guanyar les primers eleccions el gener de 1947. El març de 1947 va esclatar una revolta general; és cert que els rebels van cometre excessos però la repressió francesa fou fora mida amb afusellaments sense judici, matances indiscriminades, i tota mena de violacions; segons les autoritats del moment van morir uns 89.000 natius i uns 2.250 militars francesos (2.000 senegalesos) i 500 civils europeus; més tard una comissió va rebaixar les xifres a 11.342 (1.646 natius morts pels rebels, 4.126 morts en combats, 5.390 morts o desapareguts en circumstàncies desconegudes, 140 francesos i 40 indis i xinesos. L'oposició parla de 300.000 morts.
Després de la derrota francesa a la Guerra d'Indoxina en 1954 la independència de les colònies franceses es va accelerar. La llei Quadre (Llei Deferre) de 1956 proposava eleccions lliures i transferència del poder a les autoritats locals. El maig de 1958 un congrés independentista va reclamar una república independent i unitària; després de les primeres eleccions Philibert Tsiranana, un coster oposat a l'hegemonia merina, va esdevenir primer ministre el juliol de 1958; l'agost de 1958 el general De Gaulle va presentar a Tananarive el projecte de la Comunitat Francesa i el setembre el referèndum va donar un 78% a favor de la constitució de la V república francesa. L'octubre de 1958 el Congrés Nacional va proclamar la república autònoma amb Tsiranana com a president, i va adoptar la bandera nacional, l'escut i l'himne. La independència fou proclamada el 26 de juny de 1960.

## Governadors generals
- 1897 - 1905 Joseph Simon Galliéni
- 1905 - 1906 Charles Louis Lépreux (interí)
- 1906 - 1909 Victor Augagneur
- 1909 - 1910 Hubert Auguste Garbit (interí)
- 1910 Henri François Charles Cor (interí)
- 1910 - 1914 Albert Jean George Marie Louis Picquié
- 1914 - 1917 Hubert Auguste Garbit (segona vegada, interí fins al 14 d'octubre de 1914)
- 1917 - 1918 Martial Henri Merlin
- 1918 - 1919 Abraham Schrameck
- 1919 - 1920 Marie Casimir Joseph Guyon (interí)
- 1920 - 1923 Hubert Auguste Garbit (tercera vegada)
- 1923 - 1924 Auguste Charles Désiré Emmanuel Brunet (interí)
- 1924 - 1929 Marcel Achille Olivier
- 1929 - 1930 Hugues Jean Berthier (interí)
- 1930 - 1939 Léon Henri Charles Cayla
- 1939 - 1939 Léon Maurice Valentin Réallon (interí)
- 1939 - 1940 Jules Marcel de Coppet
- 1940 - 1941 Léon Henri Charles Cayla (segona vegada)
- 1941 - 1942 Armand Léon Annet
- 1942 Robert Grice Sturges (comandant de les forces d'ocupació britàniques)
- 1942 - 1945 Russell E. Smallwood (comandant de les forces d'ocupació britàniques)
- 1942 - 1943 Anthony Sillery (administrador britànic)
- 1942 - 1943 Victor Marius Bech (interí)
- 1943 Paul Louis Victor Marie Legentilhomme (Alt comissionat per les possessions franceses a l'oceà Índic)
- 1943 - 1946 Pierre de Saint-Mart
- 1946 Robert Boudry (interí)

## Alts Comissionats
- 1946 - 1947 Jules Marcel de Coppet (segona vegada)
- 1948 - 1950 Pierre Gabriel de Chevigné
- 1950 - 1954 Robert Isaac Bargues
- 1954 - 1959 Jean Louis Marie André Soucadaux